# Донестебе
Донестебе, Сантестебан (баск. Doneztebe, ісп. Santesteban, офіційна назва Doneztebe/Santesteban) — муніципалітет в Іспанії, у складі автономної спільноти Наварра. Населення — 1647 осіб (2009).
Муніципалітет розташований на відстані близько 350 км на північний схід від Мадрида, 34 км на північ від Памплони.

## Демографія
Динаміка населення (INE ):

## Галерея зображень

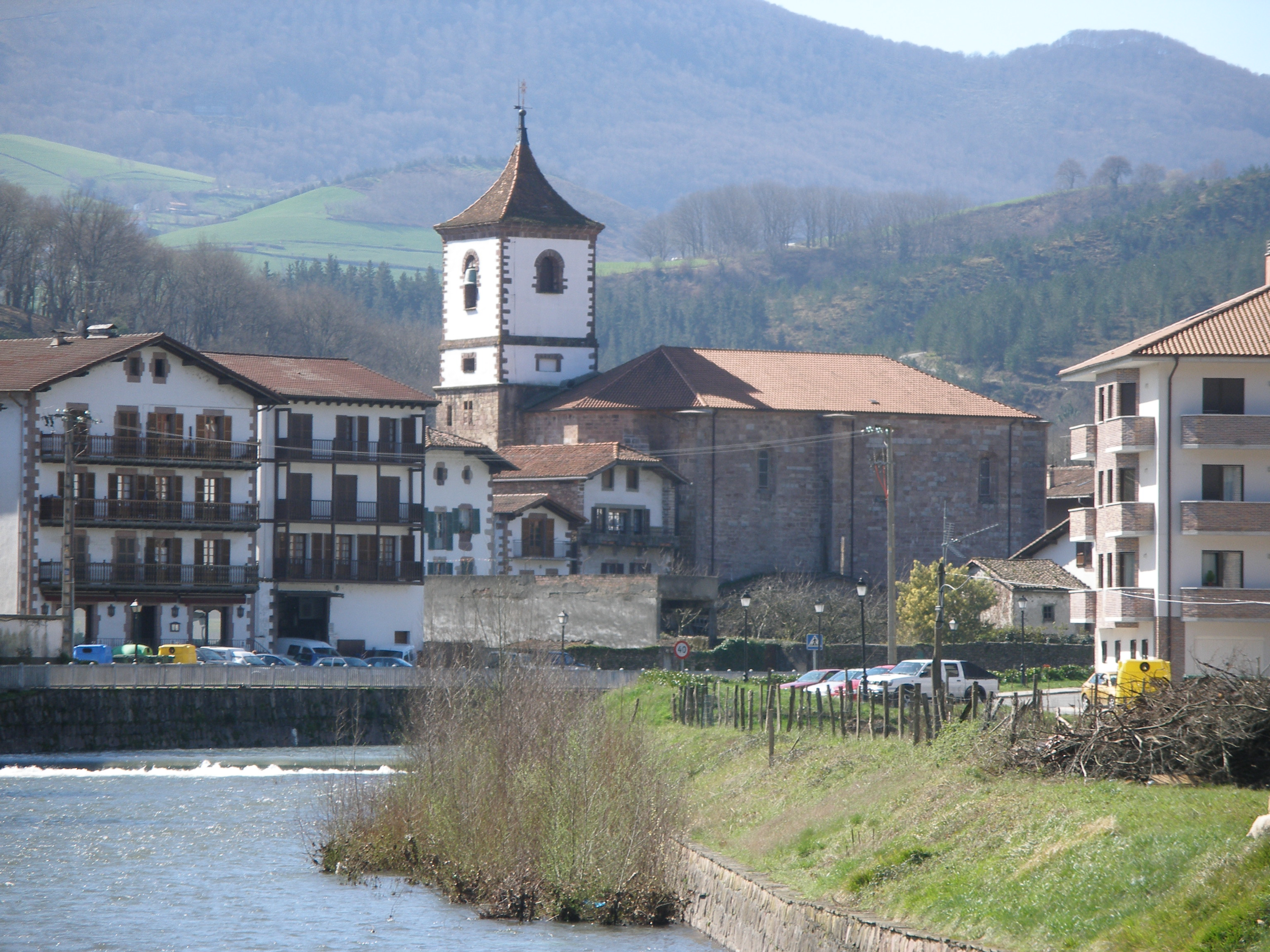
Річка Ескурра, Донестебе